# HP200LX
HP200LXは、ヒューレット・パッカード（HP）が1994年11月に発売した、PC/XT互換アーキテクチャの携帯型パーソナルコンピュータである。

## 概要

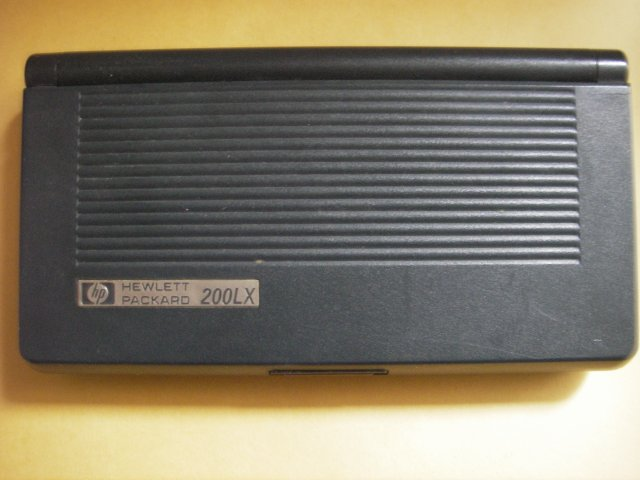
画面を閉じた様子

IBM ThinkPad 220などの小型軽量な機種の登場によってモバイルコンピューティングの可能性が注目されることとなったが、中でも本機は特に小型軽量で、かつ汎用電池で長時間駆動できるという点で際立っていた。閉じた状態でおよそ16×9×2.5cm、重さ320gほど。単3形アルカリ乾電池2本で連続20時間以上動作した。
CPUは80C186（クロック周波数7.91MHz）で、当時としても非力な方ではあったが、3MBのROM中にMS-DOS V5.0（英語版）を内蔵し、「システム・マネージャ」と呼ぶシェルの下で動作するPIM、Lotus 1-2-3など多くのアプリケーションを搭載していた。内蔵RAMは1～4MBで、このうち640KBがシステムRAMとなり、残りはRAMディスクとして用いられる。画面はCGA互換のモノクロ640×200ドット/2階調または320×200ドット/4階調の反射型液晶で、バックライトは無い。画面の縦サイズが小さい為、縦方向におよそ1/2に圧縮された形になるものの、80桁×25行の表示ができた。PCカード（JEIDA4.1/PCMCIA2.0）スロット、独自コネクタのRS-232Cポート、赤外線ポートを各1基備える。DOSをROMに内蔵し、RAMも常時バックアップされているので、電源ONで瞬時に前回電源OFF時の状態に復帰する。電池交換時もボタン電池CR2032によりバックアップされる。ニッカド電池も使用でき、充電回路を内蔵していた。
外部ストレージには、サンディスクとの共同開発によるPCカード型のフラッシュディスク（ATAインタフェース）が採用された。しかし、PCカードスロットが1基しかないため、カード型モデムを用いるときはストレージを取外さねばならないので、モデムとフラッシュディスクを一体化したPCカードがサードパーティーによって開発された。
1993年に発売された前モデルのHP100LXがマニアの手で日本語化（通称「DOS/C」化）されてパソコン通信で広まったが、導入にはかなりの手間を必要とした。しかし、HP200LXの登場に伴ってオカヤ・システムウェアから日本語化キットが発売され、作業が大幅に簡略化された。これによってパソコン通信やPPP接続によるインターネットメールも手軽に利用できるようになったが、CPUパワーが十分とはいえず、モノクロ液晶ということもあって、ブラウザはLynxベースのテキスト主体のものが多く使われており、実用性は乏しかった。なお、日本語化といっても、ROMに内蔵されたOSに付加する形で作られているので、DOS/Vのように完全な対応は困難であり、アプリケーションによっては期待通りに動作しないこともあった。
HP200LXは、1980年代に広く使われた「ポケットコンピュータ（ポケコン）」とは全く異なる立派なパーソナルコンピュータであり、画面はモノクロとはいえCGA互換であるからマイクロソフトのGW-BASICがグラフィックを含めて完全に動作するので、ポケコンBASICをはるかに上回る高度な処理が容易に実現できる。キーボードにはHPが長年電卓に用いているものと同様の、しっかりしたクリック感のあるボタンが採用されており、小さい割には操作しやすい。しかし、小型軽量化に重きを置き過ぎたためか、開閉部のヒンジ周辺が強度不足で割れやすい上、液晶回路のコネクタが接触不良を起こして画面に縦筋が現れやすいといった深刻な不具合も見られ、ハードウェアの信頼性は必ずしも十分とは言い難いものであった。
HPが1999年11月をもってHP200LXの生産を終了すると発表した際には、ユーザーによる反対運動が起きた。同社が後継機とみなしていたJornadaシリーズは、ハードウェアの脆弱性こそかなり改良されてはいたものの、OSがWindows CEであり、HP200LXとは似て非なるものだったからである。しかし、寸法・重量・消費電力を大きく変えることなくWindowsを搭載することは極めて困難であり、HP200LX上位互換の後継機はついに登場しなかった。因みに、1996年には既に東芝のLibretto 20型が発売されており、当時世界最小・最軽量のWindows 95搭載機ではあったが、HP200LXに比べるとはるかに大きく重く、乾電池による駆動もできなかった。

## シリーズ機種
HP95LX
8088 5.4MHz、240×128ドット/2階調。1991年5月発売。
HP100LX
80C186 7.91MHz、640×200ドット/2階調。1993年5月発売。
HP1000CX
内蔵PIM無し。
OmniGo100
OSとしてGeosを搭載し手書き機能を持たせた物。
OmniGo700LX
NokiaのGSM携帯を200LXに合体させた物。